# Archidiecezja Ayacucho
Archidiecezja Ayacucho o Huamanga (łac. Archidioecesis Ayacuquensis o Huamangensis) – archidiecezja Kościoła rzymskokatolickiego w Peru. Należy do metropolii Ayacucho. Została erygowana 20 lipca 1609 roku przez papieża Pawła V jako diecezja. W 1966 roku została podniesiona do rangi archidiecezji przez papieża Pawła VI bullą Suprema ea usi.

## Główne świątynie
- Archikatedra: Bazylika archikatedralna Matki Bożej Śnieżnej w Ayacucho

## Ordynariusze

### Biskupi Ayacucho o Huamanga
- Agustín de Carvajal OSA, 1612 - 1621
- Francisco Verdugo Cabrera, 1622 - 1636
- Gabriel de Zarate OP, 1637 - 1638
- Antonio Corderina Vega OSA, 1642 - 1649
- Francisco de Godoy, 1650 - 1659
- Cipriano de Medina OP, 1660 - 1664
- Vasco Jacinto de Contreras y Valverde, 1666 - 1667
- Cristóbal de Castilla y Zamora, 1668 - 1677
- Sancho Pardo de Andrade de Figueroa y Cárdenas, 1679 - 1688
- Francisco Luis de Bruna Rico, 1688 - 1689
- Mateo Delgado, 1689 - 1695
- Diego Ladrón de Guevara, 1699 - 1704
- Francisco de Deza y Ulloa, 1706 - 1722
- Alfonso López Roldán OSBas, 1723 - 1741
- Miguel Bernardino de la Fuenta y Rojas, 1742-1 - 1742
- Francisco Gutiérrez Galeano OdeM, 1745 - 1748
- Felipe Manriquez de Lara,1750 - 1763
- José Luis de Lila y Moreno OSA, 1764 - 1769
- Miguel Moreno y Ollo, 1770 - 1780
- Francisco López Sánchez,1781 - 1790
- Bartolomé Fabro Palacios, 1791 - 1795
- Francisco Matienzo Bravo de Rivero, 1796 - 1802
- José Antonio Martínez de Aldunate y Garcés de Marcilla, 1804 - 1810
- José Vicente Silva y Olave, 1812 – 1816
- Pedro Gutiérrez de Coz, 1818 - 1826
- Juan Rodríguez Raymúndez, 1838 - 1840
- Santiago José O'Phelan, 1841 - 1857
- José Francisco Ezequiel Moreyra, 1865 - 1874
- Juan José de Polo, 1876 - 1893
- Julian Cáceres Negrón, 1893 - 1900
- Fidel Olivas Escudero, 1900 - 1935
- Francesco Solano Muente y Campos OFM, 1936 - 1939
- Victorino Alvarez SDB, 1940 - 1958
- Otoniel Alcedo Culquicóndor SDB, 1958 - 1966

### Arcybiskupi Ayacucho o Huamanga
- Otoniel Alcedo Culquicóndor SDB, 1966 - 1979
- Federico Richter Fernandez-Prada OFM, 1979 - 1991
- Juan Luis Cipriani Thorne, 1995 - 1999
- Luis Abilio Sebastiani Aguirre SM, 2001 - 2011
- Salvador Piñeiro García-Calderón, od 2011